# Coppa Italia di pallacanestro maschile 2003
La Coppa Italia di pallacanestro maschile 2003 è stata la ventisettesima edizione della manifestazione.
Denominata "Trofeo Lottomatica" per ragioni di sponsorizzazione, si è disputata dal 18 al 22 febbraio 2003 al PalaFiera di Forlì. Vi hanno partecipato le prime otto classificate del girone d'andata del campionato di pallacanestro di Serie A 2002-2003. Per la quarta edizione consecutiva il torneo si è svolto con la forumla delle final eight.

## Squadre
Le squadre qualificate sono le prime otto classificate al termine del girone di andata della Serie A 2002-2003.
1. Benetton Treviso
2. Oregon Scientific Cantù
3. Euro Roseto
4. Pompea Napoli
5. Montepaschi Siena
6. Virtus Roma
7. Pippo Milano
8. Viola Reggio Calabria

## Tabellone
|  | Quarti di finale 18-19 febbraio | Quarti di finale 18-19 febbraio | Quarti di finale 18-19 febbraio |                         |                         | Semifinali 21 febbraio | Semifinali 21 febbraio | Semifinali 21 febbraio |  |  | Finale 22 febbraio | Finale 22 febbraio | Finale 22 febbraio |
|  |                                 |                                 |                                 |                         |                         |                        |                        |                        |  |  |                    |                    |                    |
|  | 1                               | Benetton Treviso                | 80                              |                         |                         |                        |                        |                        |  |  |                    |                    |                    |
|  | 8                               | Viola Reggio Calabria           | 78                              |                         |                         |                        |                        |                        |  |  |                    |                    |                    |
|  | 8                               | Viola Reggio Calabria           | 78                              |                         | 1                       | Benetton Treviso       | 87                     |                        |  |  |                    |                    |                    |
|  |                                 |                                 |                                 |                         | 1                       | Benetton Treviso       | 87                     |                        |  |  |                    |                    |                    |
|  |                                 | 4                               | Pompea Napoli                   | 80                      |                         |                        |                        |                        |  |  |                    |                    |                    |
|  | 4                               | 4                               | Pompea Napoli                   | 80                      | Pompea Napoli           | 95                     |                        |                        |  |  |                    |                    |                    |
|  | 4                               |                                 |                                 |                         | Pompea Napoli           | 95                     |                        |                        |  |  |                    |                    |                    |
|  | 5                               | Montepaschi Siena               | 92                              |                         |                         |                        |                        |                        |  |  |                    |                    |                    |
|  |                                 |                                 |                                 |                         |                         |                        |                        |                        |  |  | 1                  | Benetton Treviso   | 86                 |
|  |                                 |                                 | 2                               | Oregon Scientific Cantù | 77                      |                        |                        |                        |  |  |                    |                    |                    |
|  | 3                               | Euro Roseto                     | 78                              |                         |                         |                        |                        |                        |  |  |                    |                    |                    |
|  | 6                               | Virtus Roma                     | 74                              |                         |                         |                        |                        |                        |  |  |                    |                    |                    |
|  | 6                               | Virtus Roma                     | 74                              |                         | 3                       | Euro Roseto            | 59                     |                        |  |  |                    |                    |                    |
|  |                                 |                                 |                                 |                         | 3                       | Euro Roseto            | 59                     |                        |  |  |                    |                    |                    |
|  |                                 | 2                               | Oregon Scientific Cantù         | 62                      |                         |                        |                        |                        |  |  |                    |                    |                    |
|  | 2                               | 2                               | Oregon Scientific Cantù         | 62                      | Oregon Scientific Cantù | 72                     |                        |                        |  |  |                    |                    |                    |
|  | 2                               |                                 |                                 |                         | Oregon Scientific Cantù | 72                     |                        |                        |  |  |                    |                    |                    |
|  | 7                               | Pippo Milano                    | 70                              |                         |                         |                        |                        |                        |  |  |                    |                    |                    |

## Verdetti
- Vincitrice Coppa Italia: Benetton Treviso

Formazione: Marcelo Nicola, Tyus Edney, Trajan Langdon, Riccardo Pittis, Denis Marconato, Massimo Bulleri, Krešimir Lončar, Manuchar Mark'oishvili, Jorge Garbajosa, Dante Calabria. Allenatore: Ettore Messina.
- MVP Tyus Edney - Benetton Treviso